# Limonium intricatum
Espèce
Limonium intricatum est une espèce de plantes à fleurs de la famille des Plumbaginaceae endémique de la Tunisie.